# Catalabus pallidipennis
Catalabus pallidipennis es una especie de coleóptero de la familia Attelabidae.

## Distribución geográfica
Habita en China y la India.